# Yeng Constantino
Josephine "Yeng" Constantino (4 de diciembre de 1988, Rodríguez, Rizal), es una popular cantante y compositora filipina del reality TV ganadora de la Pinoy Dream Academy en una edición de Filipinas de Endemol 's Star Academy-una realidad de búsqueda de TV. Después de ganar en Pinoy Dream Academy, su primer álbum en solitario 'SALAMAT' fue difundido el año 2007 a través de Estrella Records que no llegó a 3x Platino Estado (+ 90.000 copias vendidas) y su 2 º disco "Viaje". Publicado al año siguiente había llegado a un disco de platino de (+ 30.000 copias vendidas), su 3.er álbum está configurado para ser promocionado en el otoño de 2008. A pesar de ser nuevo para la industria de la música, que ha recibido premiaciones de nominaciones y premios, obtuvo 5 premios, incluyendo el mejor álbum y mejor álbum de venta del año para del álbum discográfico Salamat.

## Filmografía

### Televisión
Main stay: Estancia principal:
- ASAP 08 as Host/Herself (2008) ASAP 08 como anfitriona mismo (2008)
- ASAP 07 as Host/Herself (2006-presente) ASAP 07 como anfitriona mismo (2006-presente)
- Pinoy Dream Academy: Season 2 - Special Primer as Host/ Herself (2008) Pinoy Dream Academy: Temporada 2 - *Primer Especial como anfitriona mismo (2008)
- Previous appearances: Apariciones anteriores:
- ABS-CBN Christmas Special (2007) ABS-CBN Especial de Navidad (2007)
- MYX Music Awards (2007) MYX Music Awards (2007)
- Su canción: "Salamat" (2007)
- Su canción: "Si nos enamoramos" (2007)
- Su canción: "enfriarse" (2007)
- Su canción: "Pangarap Lang" (2007)
- ABS-CBN Especial de Navidad (2006)

### Discografía
- Yeng Constantino: Salamat
- Yeng Constantino: Viaje

## Otros álbumes
- Pinoy Dream Academy Originales (Tomo 1)
- Pinoy Dream Academy Originales (volumen 2)
- Pinoy Dream Academy Originales (Volumen 3)
- Pinoy Dream Academy Originales (Volumen 4)
- Estrella de Navidad del álbum Magic
- Judy Ann Santos: Musika Buhay Ko ng
- Nagmamahal Kapamilya Álbum

### Singles
- 2006 Hawak Kamay #1 # 1
- 2006 Pangarap Lang Pangarap Lang #8 # 8
- 2006 Si nos enamoramos (con RJ Jiménez) #1 # 1
- 2007 Salamat #1 # 1
- 2007 Cool Off Enfriarse #1 # 1
- 2007 Time In En tiempo #1 # 1
- 2007 Wag Mong Iwan Ang Puso Ko Menear Mong Iwan Ang Puso Ko #12 # 12
- 2007 Habambuhay Habambuhay #1 # 1
- 2007 Pasko sa Pinas Pasko sa Piña #8 # 8
- 2008 Ikaw Lang Talaga Ikaw Lang Talaga #1 # 1
- 2008 ' Di na Ganun "Di na Ganun #1 # 1
- 2008 Mo Sabihin Na (Mi Chica Pinoy Versión. Tema) #1 # 1
- 2008 'Himig ng Pag-ibig (Dyosa Tema) #1 # 1